# Вулиця Електриків (Київ)
Ву́лиця Еле́ктриків — вулиця в Оболонському та Подільському районах міста Києва. Пролягає від Рибальського мосту до Заводської вулиці.
Прилучаються провулок Електриків, Гаванська та Зарубинецька вулиці.

## Історія
Вулиця виникла у 50-ті роки XX століття під назвою Нова. Сучасна назва — з 1955 року. До 1980-х років пролягала до Набережно-Лугової вулиці.

## Забудова
Вулиця Електриків — одна з чотирьох вулиц на Рибальському острові. Переважає промислова забудова — приміщення заводів «Кузня на Рибальському» (раніше — «Ленінська кузня») та «Ремдізель», ТЕЦ-2, будівлі залізничної станції Почайна. Житлова забудова складається з невеликого житлового масиву в центрі Рибальського острова — гуртожитки та будинки працівників заводу «Кузня на Рибальському». Переважають дво-, три-, чотири- та п'ятиповерхові будинки.
Пам'яткою архітектури є будинок № 11 — Київська районна електростанція, зведена у 1930-ті роки, у стилі конструктивізм. Головний інженер будівництва — Б. Даманський, помічник — М. Оберучев, архітектор першої черги станції — М. Парусников.

## Установи та заклади
- Завод «Кузня на Рибальському» (буд. № 26)
- Почесне консульство Республіки Сейшельські острови (буд. № 29-А)
- Головне управління розвідки Міністерства оборони України (буд. № 33)
- Відділення зв'язку № 176 (буд. № 28-Б)
- Фітнес-клуб «5 елемент» (буд. № 29-А)

## Пам'ятники та меморіальні дошки
- № 26/2 — меморіальна дошка робітникам заводу «Ленінська кузня», які загинули у Другій світовій війні.
- № 32 — меморіал морякам-підводникам, які загинули в морі.
- № 2 — корабель-пам'ятник «Монітор „Желєзняков“».

## Зображення

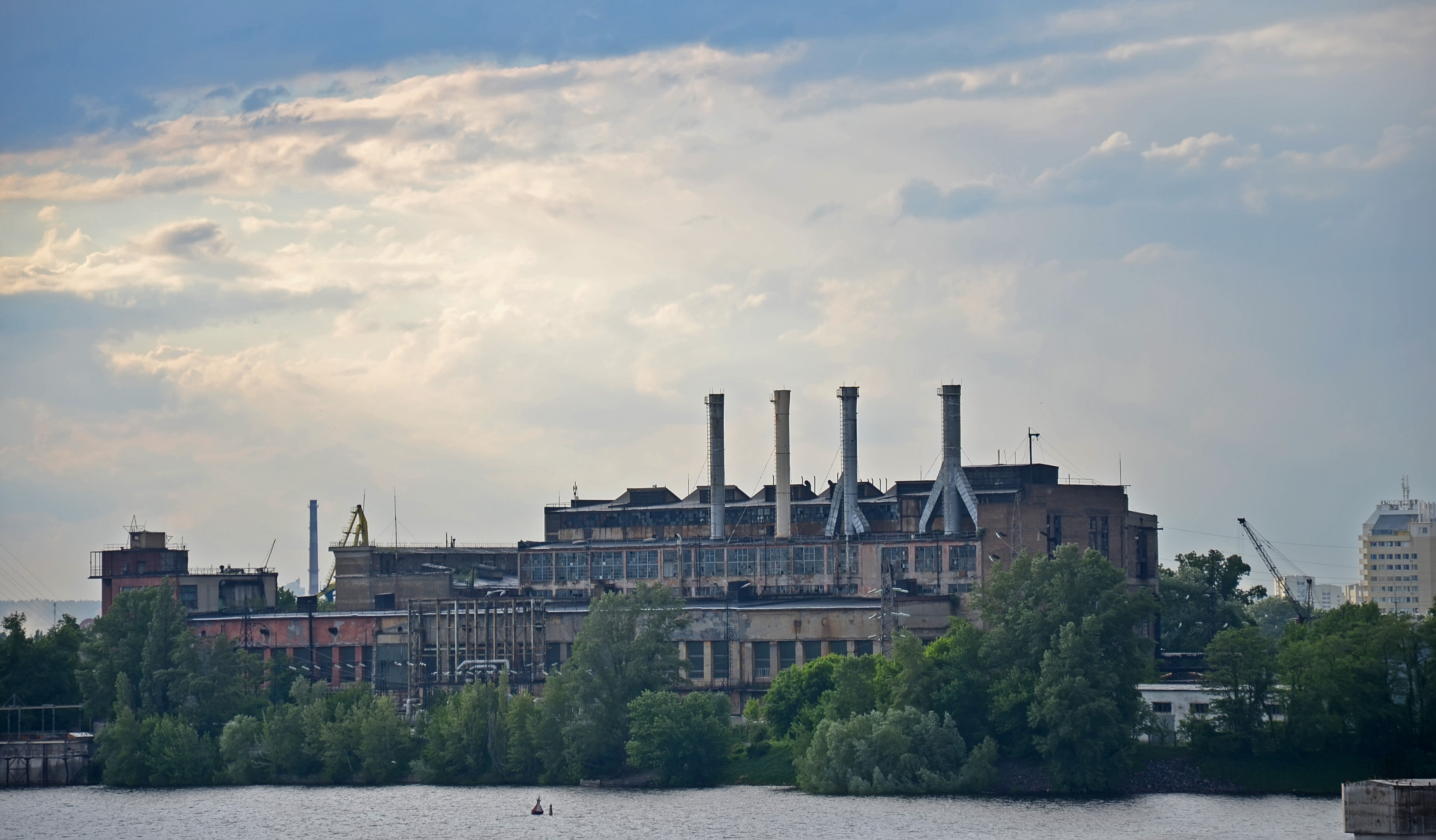
ТЕЦ-2 (Київська районна електростанція)
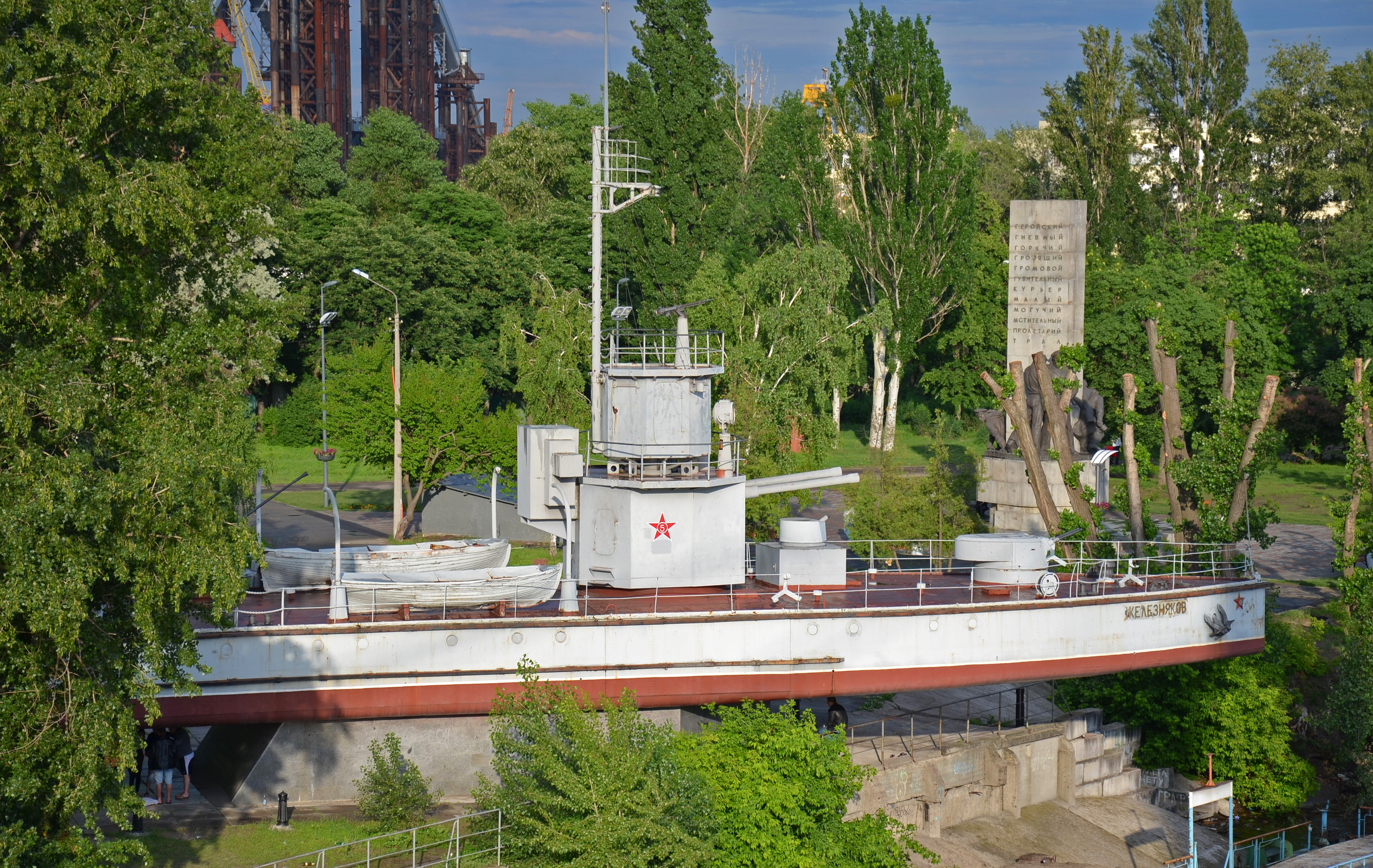
Пам'ятник екіпажу монітора «Железняков»
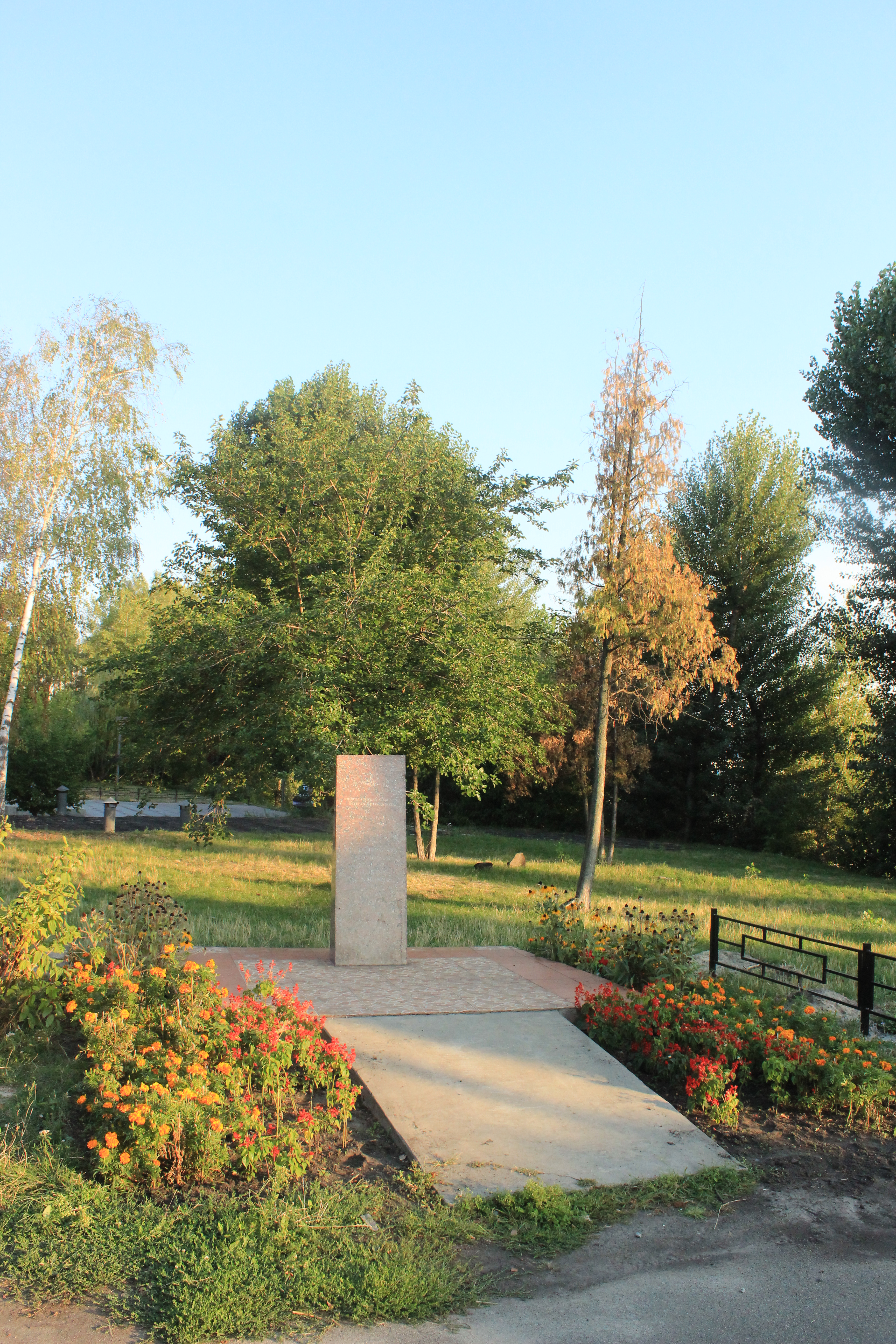
Історико-меморіальний комплекс «Парк Моряків»